# Chitila
Chitila ist eine Stadt im Kreis Ilfov in Rumänien.

## Lage
Chitila liegt in der Walachischen Tiefebene am Fluss Colentina, unmittelbar am nordwestlichen Stadtrand von Bukarest. Das Zentrum der rumänischen Hauptstadt befindet sich in etwa 12 km Entfernung.

## Geschichte
Chitila entstand vermutlich im 15. Jahrhundert. 1823 wird der Ort erstmals urkundlich erwähnt. Der Ort war lange landwirtschaftlich geprägt und im Besitz der walachischen Adelsfamilien Brâncoveanu und Bibescu. Der Charakter der Ortschaft änderte sich mit der zunehmenden räumlichen Ausdehnung von Bukarest – die Chitila zu einem Vorort der rumänischen Hauptstadt machte – und durch die Inbetriebnahme der Bahnstrecke Bukarest–Galați–Roman, die durch Chitila führt. Seit 1882 zweigte in Chitila die Bahnlinie nach Târgoviște ab, so dass der Ort zum Eisenbahnknotenpunkt wurde. Ein großer Rangierbahnhof entstand (heute Bukarest-Triaj). 1892 wurde der Ort zum Sitz einer Gemeinde. In der Folge wurden Rudeni sowie einige andere Orte eingemeindet, welche heute keine offiziellen Stadtteile mehr darstellen. Zu Beginn des 20. Jahrhunderts bestanden vorübergehend ein Militärflugplatz und eine Flugschule für die rumänische Armee. Nach dem Zweiten Weltkrieg siedelten sich Lebensmittel- und holzverarbeitende Industrie an. 2005 wurde Chitila zur Stadt erklärt, nachdem sich die Mehrheit der Bewohner in einem Referendum hierfür ausgesprochen hatte.

## Bevölkerung
1892 wurden in Chitila 437 Einwohner registriert. Bei der Volkszählung 2002 lebten in der heutigen Stadt 12.643 Personen, darunter 12.360 Rumänen, 236 Roma und 10 Deutsche. 2011 bezeichneten sich von den 14.184 Menschen 12.595 als Rumänen, 547 als Roma, je drei als Deutsche und Magyaren und restliche machten keine Angaben zu ihrer Ethnie.

## Verkehr
Chitila besitzt einen Bahnhof, von dem Nahverkehrszüge nach Bukarest, Ploiești und Târgoviște verkehren. Die Stadt ist über Buslinien an den öffentlichen Nahverkehr Bukarests angeschlossen. Durch sie Stadt führt die Nationalstraße 7 von Bukarest nach Pitești.

## Sehenswürdigkeiten
Chitila hat keine besonderen touristischen Anziehungspunkte aufzuweisen.